# Burg Hornburg

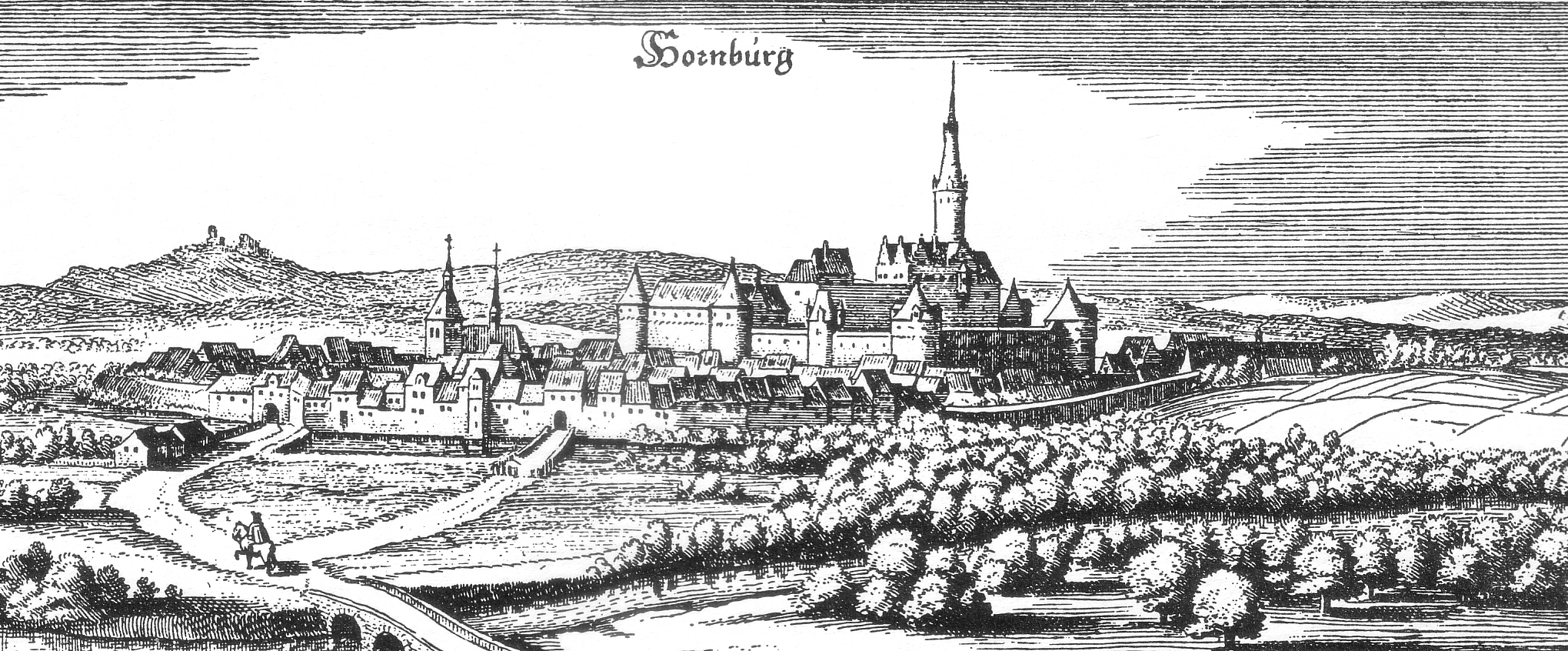
Merian-Kupferstich von der Stadt Hornburg und der Burg Hornburg um 1650

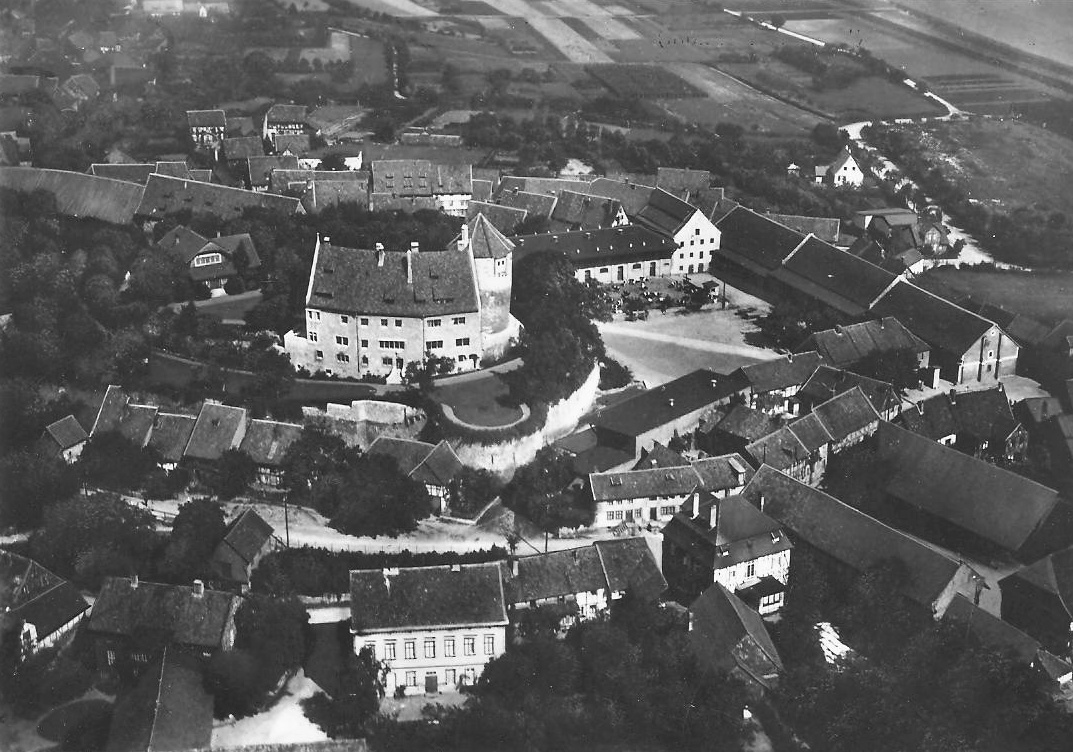
Luftbild der Burg, unbekanntes Aufnahmedatum

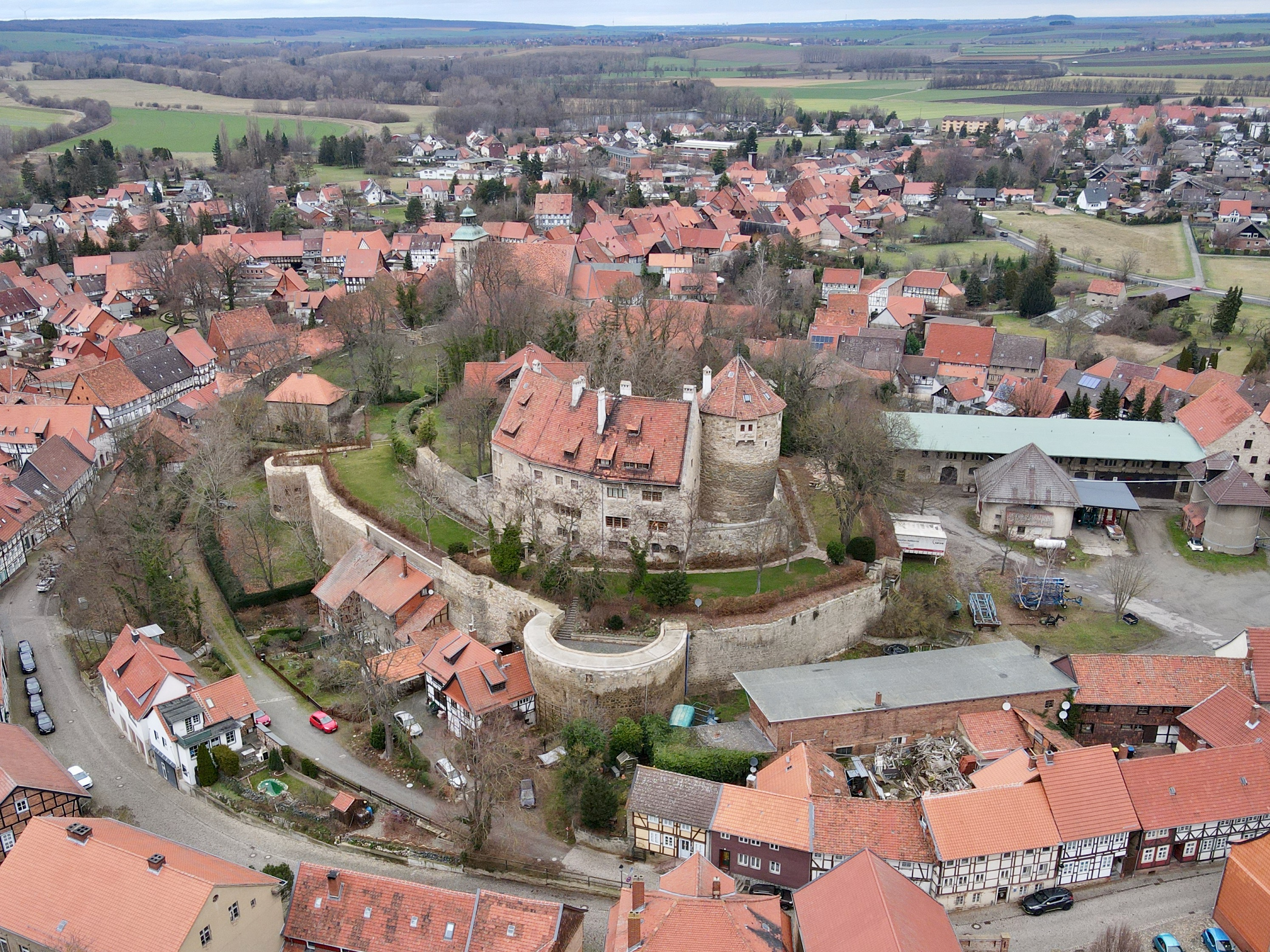
Luftbild der Burg, 2023

Die Burg Hornburg war eine Grenzburg des Bistums Halberstadt und ist heute das Wahrzeichen der Stadt Hornburg im Landkreis Wolfenbüttel in Niedersachsen.

## Beschreibung
Die auf einer keilförmigen Anhöhe liegende Höhenburg erhebt sich beherrschend über die Stadt. Sie besteht aus einer ovalen Kernburg mit einer Fläche von etwa 40 × 100 Meter, die von einer Ringmauer umgeben ist. Der runde Bergfried weist eine Mauerstärke von drei Metern und einen Durchmesser von elf Metern auf. Um die Burg gruppieren sich aufwendige Zwingeranlagen mit drei halbrunden Flankentürmen. Von der in den 1920er Jahren wiederaufgebauten Burg ist von außen die Burgmauer und das dem Palas nachempfundene Wohnhaus sichtbar.

## Geschichte
Es wird angenommen, dass die Burg ab den ersten Jahrzehnten des 9. Jahrhunderts entstanden ist. Eine erste urkundliche Erwähnung der Burg als Hornaburg datiert auf das Jahr 994. Konrad von Morsleben war im 10. Jahrhundert Graf von Morsleben und Hornburg. Er war mit Amulrada, der Schwester des Magdeburger Erzbischofs Waltard, verheiratet. Ihr Sohn Suitger von Morsleben, der im Jahr 1005 vermutlich auf der Hornburg geboren wurde, trat 1035 als Kaplan in die Hofkapelle des Kaisers Konrad II. ein. Dessen Sohn König Heinrich III. ernannte Suitger 1040 zum Bischof von Bamberg und ließ ihn im Dezember 1046 auf der Synode von Sutri, auf der drei gleichzeitig amtierende Päpste abgesetzt wurden, als Clemens II. zum ersten deutschen Papst wählen.
Erstmals wurde die Hornburg 1113 durch Kaiser Heinrich V. in Auseinandersetzungen mit den sächsischen Fürsten zerstört und sofort wieder aufgebaut. Eine weitere Zerstörung erfolgte 1179 durch Heinrich den Löwen. Danach diente die wiederaufgebaute Burg im 13. Jahrhundert als Sitz der Vögte des Bistums Halberstadt im Amt Hornburg.
Während des 14. Jahrhunderts war die Burg vielfach an die Stadt Braunschweig verpfändet und im 15. Jahrhundert an andere Pfandnehmer. Zu einer dritten Zerstörung der Burg kam es 1430 durch die Herzöge Heinrich und Wilhelm von Braunschweig-Lüneburg. Ab dem Beginn des 14. Jahrhunderts entwickelte sich im Schutz der Burg eine Siedlung, die sich zur Stadt Hornburg entwickelte.
In der Mitte des 15. Jahrhunderts wurde die Burg festungsartig ausgebaut und besaß sieben Ecktürme, einen Bergfried und drei Ringmauern. 1583 gelangte die Anlage in den Pfandbesitz des Halberstädter Domkapitels, von dem sie Herzog Julius von Braunschweig-Wolfenbüttel im Tausch gegen das Kloster Stötterlingenburg erwarb. Im Dreißigjährigen Krieg wurde die Burg Angriffsziel kaiserlicher und schwedischer Truppen. 1626 erstürmten Tillys Söldner die Burg, 1630 die Schweden. 1632 übergaben sie die Burg an den kaiserlichen Reitergeneral Gottfried Heinrich zu Pappenheim. 1645 wurde sie vom schwedischen General Königsmarck erneut zerstört. Nach dieser fünften Zerstörung kam es nicht mehr zum Wiederaufbau; sie diente danach als Steinbruch. 1648 kam die Burgruine als Domänenamt an das Kurfürstentum Brandenburg.
Seit 1910 steht die Burgruine in Privatbesitz. 1927 wurde sie von Georg Lüdecke nach einem Stich von Merian aus der Zeit um 1650 und Planungen des Architekten Bodo Ebhardt teilweise auf den Grundmauern rekonstruiert. Dabei wurden historisierende Formen verwendet. Aus der Ferne entsteht so der Eindruck einer mittelalterlichen Burg. Aus der Nähe betrachtet stellt sich der Burgbau als ein komfortables zeitgemäßes Wohnhaus dar. 100 der 800 m² Wohnfläche nehmen allein Treppenaufgänge ein. Die Burg ist über einen steilen Weg mit der Innenstadt verbunden. Sie befindet sich noch heute in Privatbesitz und kann nicht besichtigt werden.